# Leyment
Leyment település Franciaországban, Ain megyében. Lakosainak száma 1417 fő (2022. január 1.). Leyment Ambutrix, Château-Gaillard, Chazey-sur-Ain, Lagnieu, Saint-Denis-en-Bugey, Saint-Maurice-de-Rémens és Vaux-en-Bugey községekkel határos.

## Népesség
A település népességének változása:
| Lakosok száma | 522  | 540  | 822  | 1185 | 1249 | 1267 | 1303 | 1341 | 1332 | 1417 |
|               | 1968 | 1982 | 1990 | 2006 | 2013 | 2015 | 2017 | 2019 | 2020 | 2022 |